# 香荚蒾
香荚蒾（学名：Viburnum farreri）是五福花科荚蒾属的植物。分布于山谷中以及中国大陆的甘肃、山东、青海、河北、新疆等地，生长于海拔1,650米至2,750米的地区，目前尚未由人工引种栽培。

## 别名
探春（昌平县志） 野绣球（植物名实图考） 香探春（东北经济植物志要）